# Ellen Arkbro

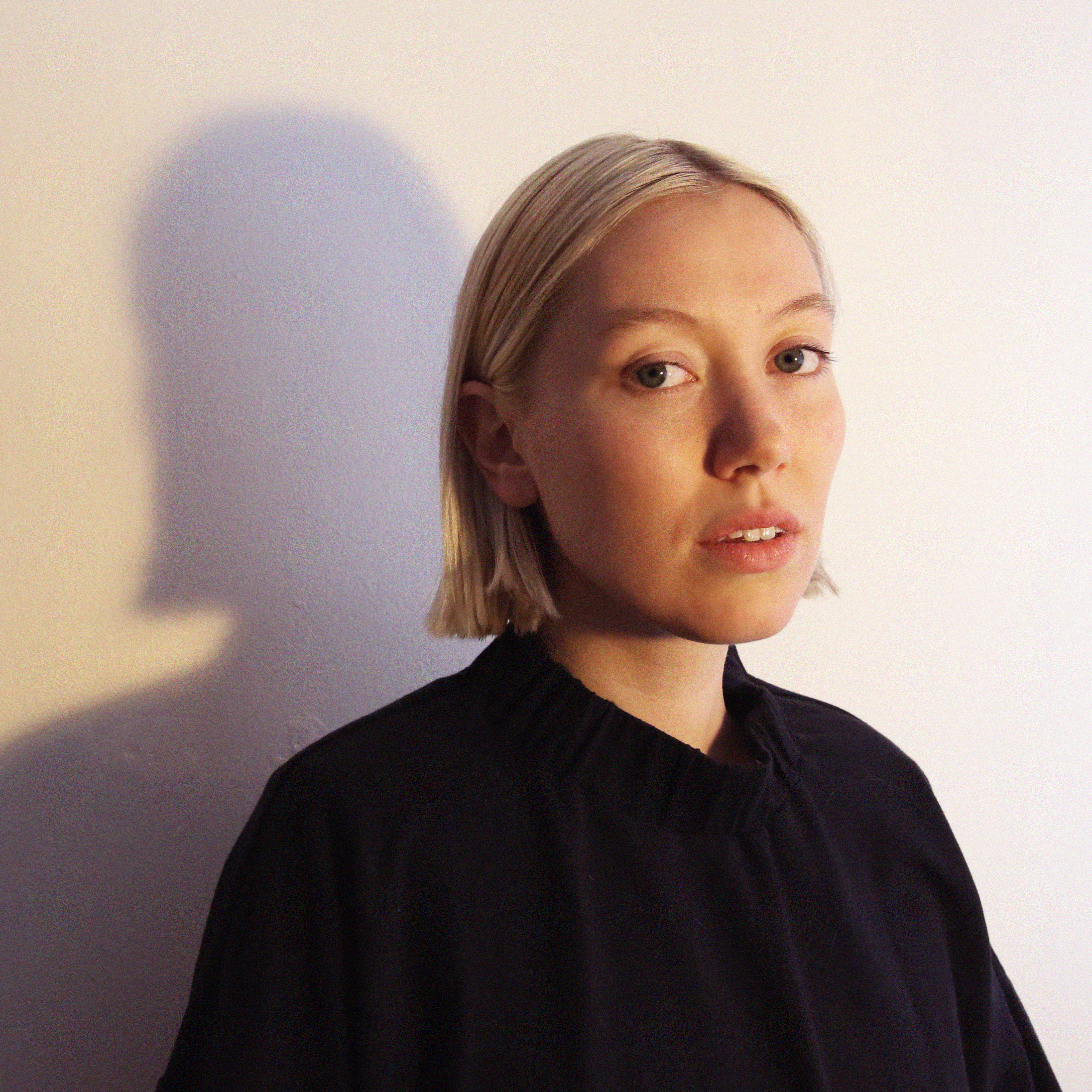
Ellen Arkbro (2016)

Ellen Arkbro (* 17. September 1990 in Stockholm) ist eine schwedische Musikerin (Pfeifenorgel, Gesang, Komposition), die zumeist mit reiner Stimmung oder mitteltöniger Stimmung arbeitet.

## Leben und Wirken
Arkbro wurde in Stockholm in einer Chorschule ausgebildet. Sie spielte in einer Punkband und lernte schließlich Jazzgesang. Als 20-Jährige studierte sie an Elektronmusikstudion und erwarb später einen Abschluss in Komposition elektronischer Musik an der Königlichen Musikhochschule in Stockholm. Als Austauschstudentin verbrachte Arkbro einige Zeit in Berlin, wo sie bei Marc Sabat Komposition studierte und sich auf die Theorie und Praxis des Stimmens konzentrierte. 2014 studierte Arkbro privat bei La Monte Young und Marian Zazeela in New York.
Arkbro, die auch später zeitweise in Berlin lebte, legte 2017 ihr Debütalbum vor. Für ihren musikalischen Minimalismus, der durch harmonischen Tiefgang besticht, erhält sie Aufmerksamkeit. Beim Jazzfest Berlin 2023 präsentierte Arkbro mit dem Keyboarder Johan Graden ihr 2022 erschienenes gemeinsames Album „I Get Along without You Very Well“, das „Musik von tieftrauriger Schönheit“ enthalte und zudem Arkbros Kompetenz als Sängerin und Songwriterin belege.

## Diskographie
- For Organ and Brass (2017, Subtext Recordings, teils mit Robin Hayward, Elena Margarita Kakaliago und Hilary Jeffery)[2]
- Chords (2019, Subtext Recordings)[1]
- Sounds While Waiting (2023, Superior Viaduct)[4]
- Nightclouds (2025)

Kollaborationen
- Golden Offence Orchestra: Ode to Pauline Oliveros (2013, XKatedral)
- Hästköttskandalen: Spacegirls (2015, Fylkingen Records)
- Ellen Arkbro, Caterina Barbieri, Kali Malone: XKatedral Volume III (2016, XKatedral)
- Ellen Arkbro & Johan Graden: I Get Along without You Very Well (2022, Thrill Jockey)